# مشتق متقارن
در ریاضیات، مشتق متقارن یک عملیات است که مشتق معمولی را تعمیم می‌دهد. که با این رابطه مشخص می‌شود:
{\displaystyle \lim _{h\to 0}{\frac {f(x+h)-f(x-h)}{2h}}}
اگر {\displaystyle A(a-h,f(a-h))} و {\displaystyle B(a+h,f(a+h))} دو نقطه در نمودار باشد شیب خط برابر رابطه یاد شده است که با نزدیک کردن {\displaystyle h} به صفر به شیب مماس در نقطه {\displaystyle A} یا مشتق در نقطه {\displaystyle A} نزدیک می‌شویم.